# تیستد شرقی
تیستد شرقی (به انگلیسی: East Tisted) یک روستا و محله مدنی در بریتانیا است که در ایست همپشر واقع شده‌است. تیستد شرقی ۲۲۱ نفر جمعیت دارد.